# Dodson, Texas
Dodson là một thị trấn thuộc quận Collingsworth, tiểu bang Texas, Hoa Kỳ. Năm 2010, dân số của thị trấn này là 109 người.

## Dân số
- Dân số năm 2000: 115 người.
- Dân số năm 2010: 109 người.